# Ana Kai Tangata
Ana Kai Tangata (officiellement en rapanui : Ana Kai Taŋata) est une grotte marine de l'île de Pâques qui contient de l'art rupestre représentant des sternes sur son plafond. Elle est située près de l'aéroport international Mataveri et la grotte s'ouvre directement sur les vagues entrantes. La grotte est accessible et l’une des grottes les plus visitées de l’île de Pâques.

## Description
La grotte elle-même est constituée de roche volcanique érodée par l’océan,. Elle mesure 10 mètres de haut, 5 mètres de large et 15 mètres de profondeur,. Bien qu'elle s'ouvre sur l'océan, la grotte se trouve au-dessus de la ligne de marée haute, ce qui permet d'y accéder en tout temps,. Des rochers irréguliers recouvrent le sol de la grotte et le plafond de la grotte est en forme de dôme et possède de bonnes propriétés acoustiques.

## Étymologie

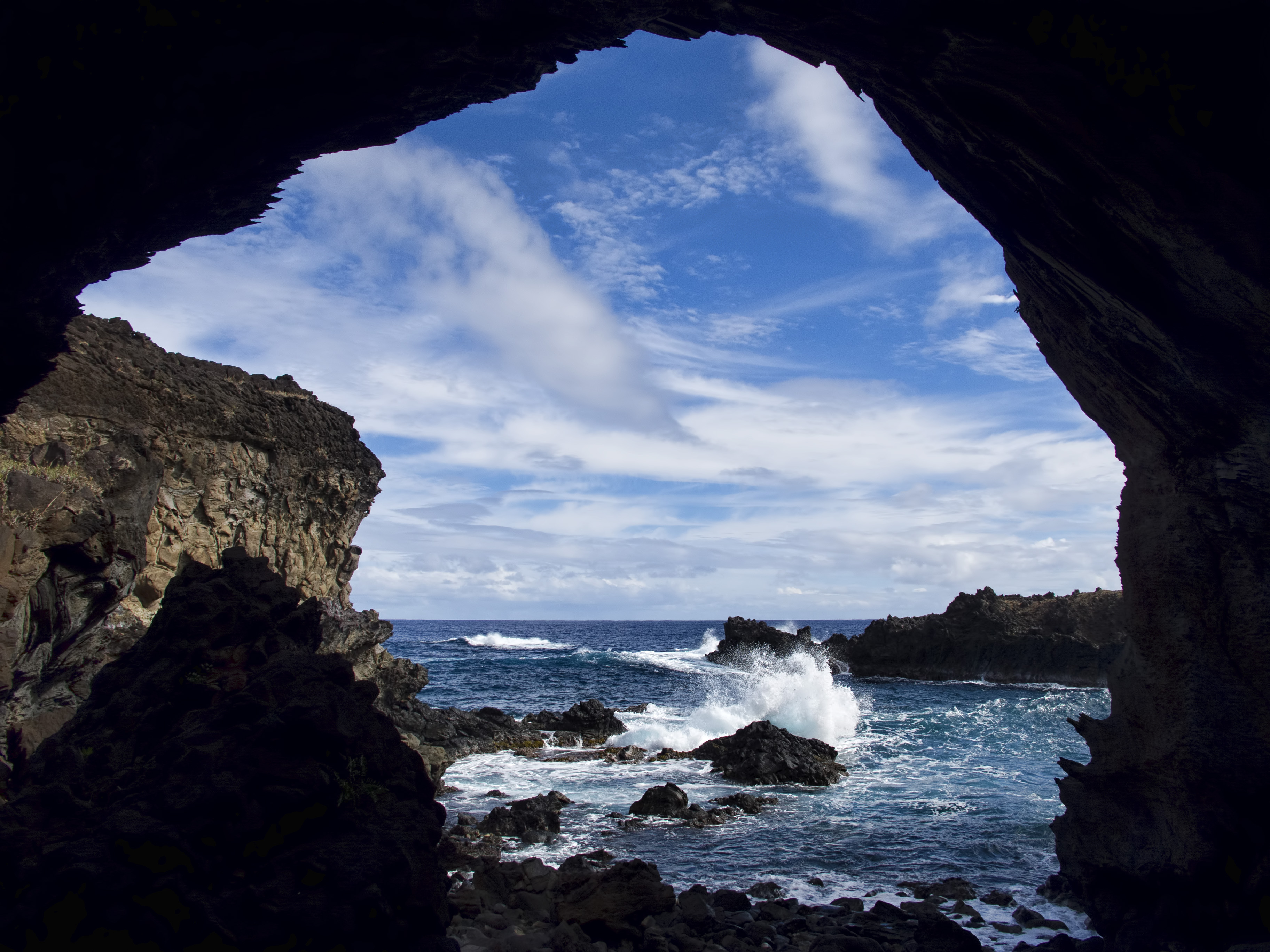
Vue sur l'océan depuis l'intérieur de la grotte.

La grotte est également connue sous le nom de « Grotte des Cannibales », bien que la traduction ne soit pas claire. En langue rapanui, ana signifie grotte et tangata signifie homme, mais kai pourrait avoir plusieurs significations. L'archéologue américaine Georgia Lee propose que le nom signifie « grotte où les hommes mangent », « grotte où les hommes sont mangés » ou « grotte qui mange les hommes »,. Ce nom peut être lié à des légendes selon lesquelles le cannibalisme aurait eu lieu dans la grotte, mais les preuves manquent,. Selon certaines de ces légendes, il y aurait eu une bataille au cours de laquelle les vaincus s'enfuient vers des cavernes, où les vainqueurs les capturent et les mangent. Des fêtes cannibales auraient pu y être organisées à l'époque du culte des hommes-oiseaux, et des os d'animaux et d'humains (ainsi que des aiguilles formées à partir d'os humains) y auraient été trouvés. Ce site est également connu pour contenir un crâne de cérémonie sculpté. De plus, la grotte se trouve près du début du Sendero Te Ara o Te Ao, le sentier qui mène aux sites sacrés de Rano Kau et Orongo.

## Particularité du site

### Site touristique
Facile d'accès, la caverne accueille de nombreux visiteurs annuellement et est l'une des plus visitées de l'île de Pâques. Cette accessibilité en fait un lieu de passage incontournable des expéditions scientifiques effectuées au XXe siècle et grâce auxquelles une importante documentation existe au sujet des artéfacts qu'elle recèle.

### Site archéologique

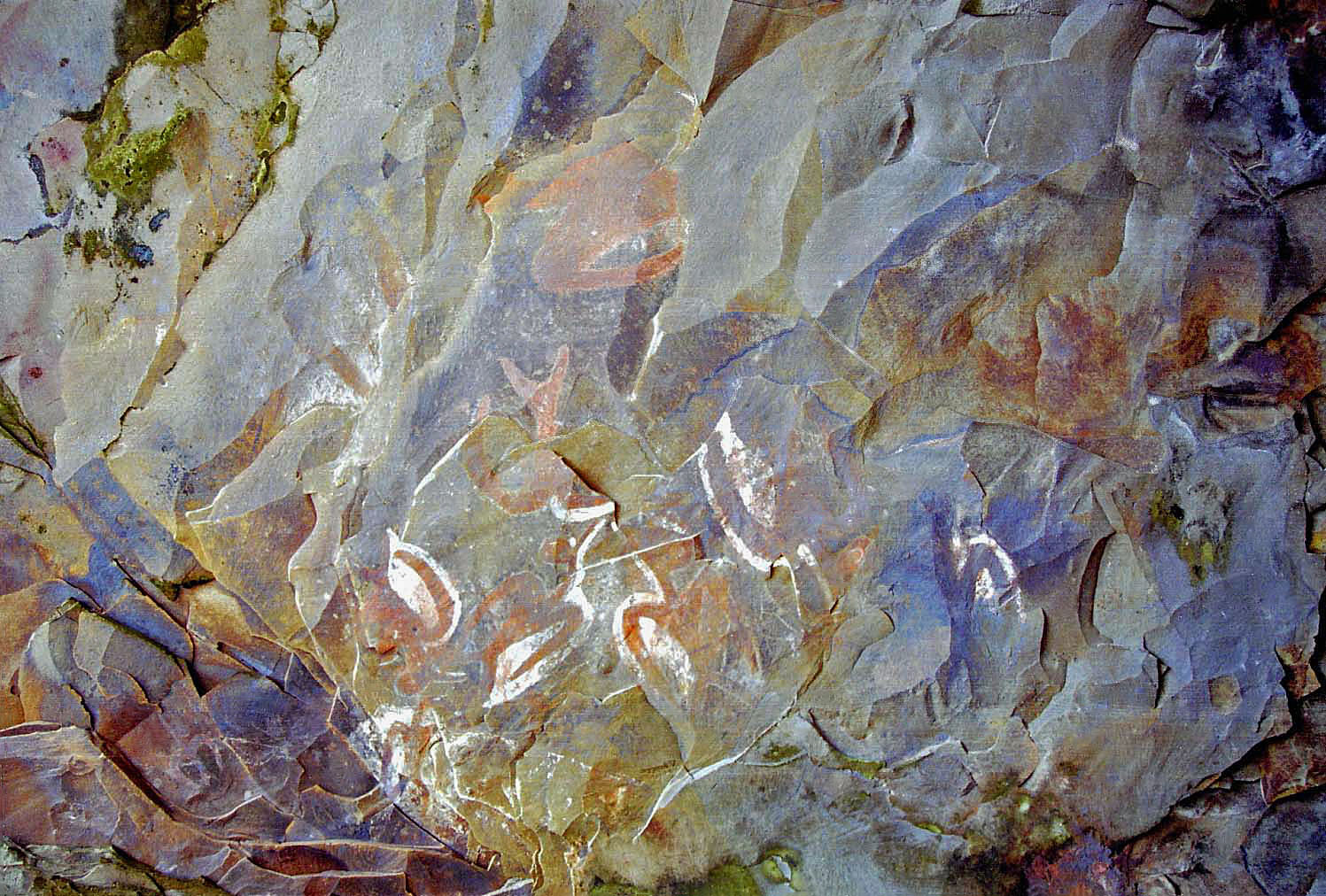
Peintures rupestres d'oiseaux, janvier 1998.

Une douzaine de peintures rupestres sont encore visibles, peintes en rouge, blanc et noir et représentent pour la plupart le Manutara ou la sterne fuligineuse,,,. Cet oiseau était considéré comme sacré par les adeptes du culte de Tangata manu. Il existe également des images de bateaux, tant des pirogues polynésiennes que des navires européens, qui pouvaient être considérés par les autochtones comme des messagers d'un autre monde,. Ces peintures sont dès lors estimées au XVIIIe siècle pour les plus tardives. Les pigments sont créés à partir de légumes et de minéraux de la région d'Ahu Vinapu mélangés à de l'huile de requin,. Un taheta se trouve dans la grotte, qui est un bassin creusé dans la roche et qui aurait pu être utilisé pour créer les couleurs,. En raison des fuites d'eau au-dessus et du sel de l'océan, les pigments des peintures s'estompent.
Lors d'une analyse effectuée en 2013 de l'ensemble des données, documents et archives récoltées au sujet de la grotte ; de nouvelles découvertes sont faites grâce à l'utilisation de technologies numériques pour en reconstituer les observations. Les premières mentions de la caverne par les européens datent de 1868 et font brièvement état de peintures rupestres. Les premiers documents d'analyse et photographie remontent quant à eux à 1906, publiés par Alexander Emanuel Agassiz qui indique avoir visité une autre caverne avec des ornements, mais celle-ci n'a pas été retrouvée.

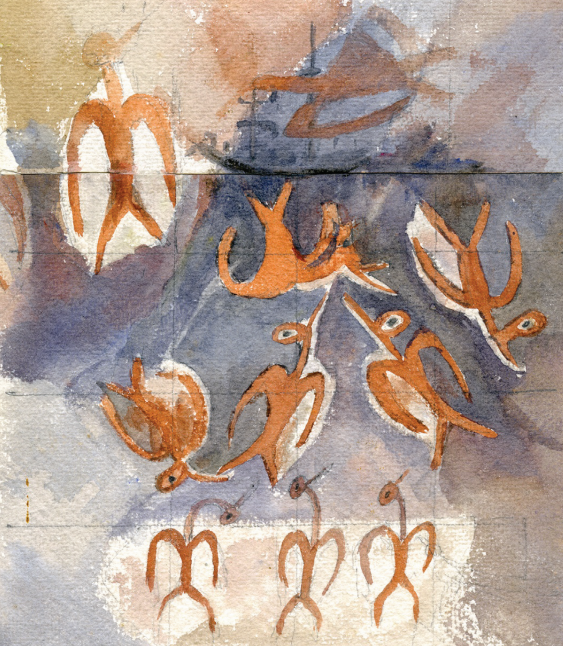
Aquarelle réalisée par Katherine Routledge des peintures rupestres observées lors de son expédition en 1915.

La documentation la plus importante du site est réalisée par Katherine Routledge durant l'expédition Mana de 1914-1915. C'est elle qui identifie la peinture de navire européen surmontée de peintures d'oiseaux plus récentes. En effet, cette peinture suscite de nombreuses discussions puisque les observateurs ultérieurs ne sont plus en mesure de l'identifier, effacé par l'érosion et le temps. La peinture du navire utilise un pigment noir, comparé à toutes les autres peintures, mais serait, d'après Lee G. une peinture rouge plus ancienne dont le motif aurait noirci avec le temps comme le font les peintures actuellement observables.
L'expédition d'Alfred Métraux ne mentionnera que brièvement la grotte. Cependant Henri Lavachery se concentre particulièrement sur l'art rupestre et les peintures de la grotte. Déjà, ses reproductions comportent des différences avec les précédentes, indiquant une dégradation des peintures. Les navires ne sont alors déjà plus visibles seulement 20 ans plus tard.
Grâce aux photographies historiques de Kofoid et Routledge, ainsi que des données de couleur provenant de peintures de Routledge et Lavachery, une reconstruction provisoire des peintures d'Ana Kai Tangata du début du 20e siècle est réalisée. Les peintures semblent être réalisées en plusieurs étapes, avec les oiseaux les plus anciens peints sur le plafond de la grotte, et des ajouts ultérieurs utilisant un style plus raffiné. Les navires représentés dans les peintures fournissent un aperçu unique de l'impact des visiteurs européens sur la culture rapanui à l'époque du contact initial.